# Nerastria albiciliatus
Nerastria albiciliatus är en fjärilsart som beskrevs av Smith. Nerastria albiciliatus ingår i släktet Nerastria och familjen nattflyn. Inga underarter finns listade i Catalogue of Life.